# レンチ
レンチ（wrench）は、ボルトやナットなどを回すことによって、締め付けて固定したり緩めて外す作業（締緩作業）を行うための工具の総称。ねじる、ひねるといった意味を持つ。日本では、先端が開放された固定幅のもののみを「スパナ（Spanner）」と専ら称し、開放型であるが可変型のモンキーレンチをはじめ六角棒スパナも六角レンチと呼ばれることが多いなど「レンチ」のほうを総称的に使う、という傾向がある。調整可能で挟む形状の物をレンチ、固定のサイズの物をスパナと呼ばれている。
ボルトはサイズによって適正な締め付けトルクがあるので、レンチもサイズによって適正な長さになるよう調整されている。きつく締まっている・固着しているボルトを緩める際に、レンチにパイプを被せて長さを延長することがあるが、ボルトに過度な力が加わり破損の原因となる。特に、締付けの際には過度な締付けトルクとなる。

## 歴史
レンチ（スパナ）の歴史は長い。ローマ人は、多くの構築物をローマに建設するために、レンチを使用した。実際、現在も残っている構造物の多くに、それらの原型の締め具（ボルト・ナット）が使用されている。その頃は、各々のボルトとナットはねじ合わせのため、一対の組み合わされた状態で製造された。そして、ボルト・ナットは、使用されるレンチの口幅に合うように製造されていた。
産業革命まで、鍛冶屋は個々に自分の造ったレンチに合う締め具を製造していたので、人々は、他の店には行かないで、いつも同じ店でレンチと組み合わされた締め具を買っていた。または、鍛冶屋からレンチを借りるか、鍛冶屋に必要とするどんな締め具でも製造させた。レンチの最も初期の形状は錬鉄で造られ、ハンドルは、まっすぐかある角度付きかS型だった。
1770年ごろに、大量のねじを製造できる最初の旋盤が発明された。この機械による生産の結果、締め具の寸法が標準化されることになった。締め具が同じ寸法になったので、その後レンチの口幅寸法も標準化された。そして、標準化によりレンチは鋳鉄製になり、1800年代ごろにはレンチは一般に使用されるようになった。
最近ではレンチのほとんどは、鋳造品より強度があるハンマー鍛造製となっている。アルコールなど可燃性の製品を扱うプラントでは防爆仕様の工具が使用される。

## 種類

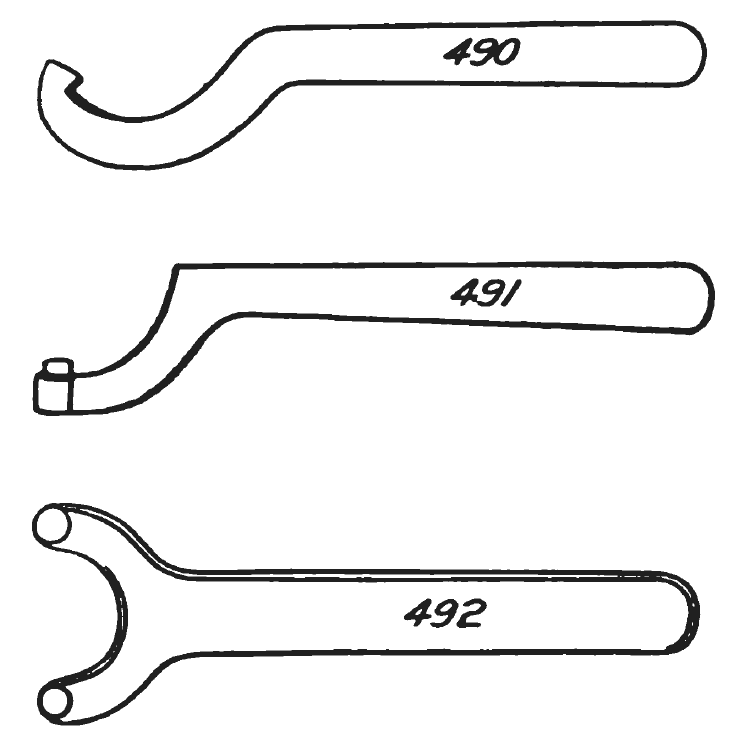
各種フックレンチ（上からフックスパナ・ピンスパナ・フェイスピンスパナ）

両口スパナ（あるいはオープンエンドレンチ）
レンチの先端が開放されており、横方向からレンチを挿入できるのが特徴。ボルトヘッド（あるいはナット、以下ボルトと略す）側面の二ヶ所にのみ力が集中するので、強い力で締めるとボルトヘッドを傷めることがある。主として軽度な用途や工具の入りにくい箇所での早回しに利用する。
ボルトを痛めやすいため、自動車整備においては後述する「めがねレンチ」のほうが適している場合が多い。
各種設備工事に、スパナは現在でも必要不可欠な工具である。例として、ビルや工場など、ある程度規模以上の建設現場における設備工事や二重天井工事などでは、天井から吊られた「全ネジ」と呼ばれるヘッド（頭部）がないボルトにナットを2つ利用して上下から挟み込むようにして対象物を固定するという施工方法が多用されるが、この時、上部のナット締めにめがねレンチやラチェットレンチを利用するとその工具が抜けなくなってしまうので、スパナで上部のナットが回らないように保持しながら下部のナットをラチェットレンチなどを利用して締めなければならない。
自動車や一般機械の整備というと一般の人が真っ先に思いつく工具が両口スパナであるため、これらの整備に関わる様々な挿し絵やサイン（標識）に最もよく登場する工具である。漫画などでも整備工場やサーキットにおいてメカマンはたいてい両口スパナを持って登場するが、実際には比較的細軸のボルトやナットを強いトルクで締結する自動車整備において、オープンエンドレンチはむしろ特殊工具の類であり、それが必要な場合もコンビネーションレンチの方が一般的な工具である。
JIS B4630規格では、スパナ（Open ended spanners）は頭部形状により「やり形」と「丸形」があり、その頭部は握り部に対して15度の角度が付いている。また、「片口」と「両口」がある。呼びは、二面幅寸法で表し握り部の頭部付近に表示されている。
ただし、古い規格では、スパナはねじの呼びで表示されていた。また、インチねじ（ウイットねじ）の規格もあり、M17のスパナは呼び17ミリメートルのボルト（ナット）の二面幅に合う寸法であり、W3/8のスパナは呼び3/8インチのウイットねじのボルト（ナット）の二面幅に合う寸法に合うものであった。現在も新旧両方の表示方法のスパナが混在しており、現場で混乱する場合がある。そのうえ、六角ボルト・ナットには小形ボルト、ナットの規格もある。現場では、まだ旧JIS規格のものも使用されており、特にメンテナンスにおいては旧規格品が必要になる場合がある。なお、新JISでは二面幅の寸法と、それに適応するボルト・ナットの呼びを表示してもよい事になっている。例えば、表に19（二面幅）裏にM12（ねじの呼び）の表示である。
やり形メッキ仕上げ品は、自動車と供に海外より国内に入ってきており、狭いエンジンルームなどで使いやすい様に頭部を小さくした物であり、綺麗な自動車を扱うのには油などを常にふき取って使用するようにメッキ仕上げとなっていた。同じメッキ仕上げでも、アメリカでは鏡面仕上げが好まれ、ヨーロッパでは滑りにくい梨地仕上げのスパナが多い。それに対して丸形黒染め（四三酸化鉄被膜）品は、輸入した工場機械の付属工具として国内に知られる様になり、スペースが比較的広く使える事より丸形となっており、当時油にまみれた工場での使用という事で黒染め仕上げとなった。丸形はJIS普通級と強力級が規定されているが、市場では強力級（表示はH）が販売されている。形状で解る様に丸形スパナのJIS強度試験荷重の方がやり形スパナ（表示はS）よりも大きい。その他に、特殊なスパナとして「タペットスパナ」「イグニッションスパナ」、ハンマーで柄の部分を打つ「打撃スパナ」、ラチェット送りのできる「クイックスパナ」などがある。

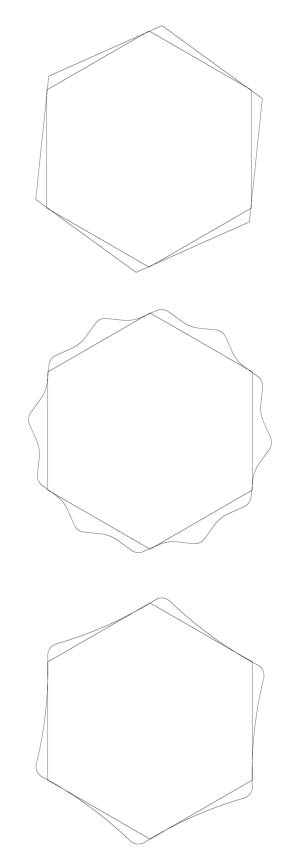

めがねレンチ（あるいはオフセットレンチ、ボックスエンドレンチ、ボックススパナ） Ring Spanner
ハンドル両端に円形の口部（ボルトヘッドにはめる輪型の部分）のあるものをめがねレンチと呼ぶ。ハンドルの一方だけに口部のあるものも多い。ボルトの上方向からしかレンチを挿入できない。多くは使いやすいようにハンドルに対し口部に角度（オフセット）がつけられている。ボルト側面の6ヶ所に力が加わるので、ボルトヘッドの痛みが少なく強い力で締めることができる。
「レンチの振り幅が限られた場所に適する12ポイントと、大きなトルクをかけるのに適する6ポイントがある。」
との間違った解釈が多いが、一般的な１２ポイントと６ポイントの最大の違いは、締付け応力がナットのどの部分にかかるか？であり、６ポイントはナットの角に応力が集中しやすいので、ナットを舐めてしまう可能性が強いが、現在流通している１２ポイントは、内角が角ではなく丸みを帯びているので、ナットの角に応力が集中しないので、大きな力で締めても、ナットが変形しにくく、回転角を小さく刻みやすい。
製品によっては、６ポイントでも、六角の直線部をあえて内側に曲がる曲線を作り、応力の集中部を角に当たらないようにした製品もある。
なお、１２ポイント製品において、このような性質は、特許としての意図的な意味合いより、締め付け工具を製造する段階で、鋳造されることが多く、鋳造時の真角が出ないと言う性質によって発生した偶発的な副産物と考えたほうが良い。
これはボックスレンチに限らず、ソケットレンチ等の内角丸めの１２ポイント、６ポイント直線丸めに製品にも同様の性質がある。
また、これらの応力集中点の問題が有るため、ボルト・ナット結合において、油脂の付着は、締め付け面の滑りを発生させ、致命的なナット・ボルトのヘッド潰れ、ナット割れ、工具破断を生じるために、軽油やヘキサンなどを使用して、脱脂をする必要がある。
フレアナットレンチ
クローフットレンチ、またはクロウフットレンチとも呼ぶ。6面を持つめがねレンチから、1面だけを取り去って5面でボルト・ナットを保持するC形の先端を持つレンチ。めがねレンチの特殊型とも考えられる。主に自動車のブレーキパイプ固定用のフレアナットを回すときに使用する。環状のメガネレンチはパイプが邪魔になって通せないが、フレアナットレンチは環の欠落している部分でパイプを通過することができ、2面のみのスパナよりも確実に保持できるため、ボルト・ナットをなめにくい。
ラチェットレンチ
右または左の一定方向もしくは両方向締め付けられるラチェット機構を取り入れたレンチ。小さい回転角度で取り付け、取り外しができる。高級品では、ハンドルをほとんど振れないような狭い場所でも作業ができるよう、この回転角度をいかに小さくできるかがメーカー相互の競争になっている。
コンビネーションレンチ Combination Spanner
レンチの両端に同一サイズのめがねレンチとスパナが付いているもの。仮締めと本締めが一本のレンチで使い分けできる。15度のアングル角度を付けた現在のコンビネーションレンチを最初に開発したのは、1933年のプロムツールPLOMB Tools（現在のプロトPROTO）である。ただし、スパナとめがねの組合せレンチは1800年代からある。以前はその形状から片目片口レンチと呼ばれていたが、障害者への配慮から現在この呼称は使われていない。自動車整備ではソケットレンチと共に基本の工具である。
モンキーレンチ（あるいはアジャスタブルレンチ）
レンチの二面幅（ボルトヘッドをつかむ部分の幅）をスクリューギアによって自由に変えられるレンチ。便利ではあるが、ギア機構を用いているために、どうしても口部が完全に固定されずガタつきが発生し、そのためボルトを傷めやすいので簡易的な利用に限られる。また、掴む部分に比して頭部のサイズが大きくなるので狭いところでは使いにくい。口部にロック機構が存在するものもある。
ソケットレンチ Plug Spanner
ボックスソケットとハンドルが分離しており、色々な使用状態に合わせて、適合サイズのソケットを現場に合った各種ハンドルに取り付けて作業することができる。スナップオン創業者のジョセフ・ジョンソン（Joseph Johnson）が1920年に開発した。
ボックスレンチ
ボルトヘッドを完全に包み込んで保持する円筒状のボックス（ソケット）に柄がついたタイプのレンチ、柄の形状によってL型ボックスレンチ、T型ボックスレンチと区別される。ボックスの口形状はめがねレンチ同様、6角口（12角口）がある。T型ボックスレンチはボルト軸と完全に一致した方向にトルクをかける事ができるため、高いトルクをかけるのに最も適するレンチとされる。また、軸に片手を沿え、ハンドル部を回すことで早回しすることができる。
トルクレンチ
ボルトの締付けが弱いと機器の利用中にボルトが緩んで外れる危険がある。逆に強すぎると機器やボルトが破損する場合がある。このため、機器の組み立てにはボルトの適正締付けトルクが指定されている場合が多い。トルクレンチは、締付けトルクを指定してボルトを締め付ける為の工具である。事前の設定を要するプリセット型、適正トルクを表示するプレート型の2種類がある。
六角棒レンチ
六角棒がL型になったレンチで、アーレンキー、ヘキサゴンレンチ、ヘックスレンチ、六角レンチともいう。六角穴付ボルト（キャップボルト）や六角穴付止めネジ（イモネジ）などの六角形の穴に差し込み、締めたり緩めたりするのに使用する。
パイプレンチ
パイプを挟んだり、回したりするための専用レンチ。
水栓レンチ
水栓の取り付け・取り外しに使用される特殊なレンチ。主に水道の蛇口（横水栓）を交換する際に使用される。
形状はU字型のフックの片方が延長されており、栓に引っかけてから回す。
チェーンレンチ
チェーンを対象物に巻き付けて使用するレンチ。太物パイプや変形物を確実につかみ、狭い場所での使用に適する。
ストラップレンチ（ベルトレンチ）
ストラップレンチ（Strap Wrench）は、チェーンレンチと類似しているが、チェーンの代わりに丈夫な繊維織物のバンドを使用している。このレンチは、表面を傷つけたくないパイプや内燃機関のシリンダーを回すために使われる。レンチの使い方は、繊維織物のバントをシリンダーのまわりに巻き、レンチの金属製本体のスロットに通す。そして、バンドをきつく引き上げ、レンチを回すとバンドはシリンダーの周りでさらに張る事になる。この締め付ける操作が、シリンダーを掴んで回す事になる。力を抜くとバンドが自然に緩むので、位置を変えて一連の操作を繰り返して行う。
フックレンチ
フックレンチまたはフックスパナ、引掛スパナとも呼ばれる。英語では、Spanner wrenchesと表記する。用途に合わせて色々な種類がある。工作機械やオートバイ・自転車などに使われる多くの特殊なナットは、ノッチを外周に切って作られる。これらナットのためにフックレンチ（Hook spanner）は必要とされる。このレンチは、先端に突起が付いたフックと、曲がったアームを備えている。この突起は、ナットのノッチの1つに適合する、そして、指定された一方向にハンドルを回してナットをゆるめるか締める。レンチは刻み溝をつけられたナットの特定のサイズ用に製造されるタイプか、またはアームを一定のサイズの範囲に合わせることができる調節腕を持ったタイプがある。これらは、アジャスタブルフックレンチ（Ajustable hook spanner）、または自在フックレンチと呼ばれる。もう一種類のレンチは、ピンタイプ（Pin spanner）である。ピンタイプは、フックの代わりにピンを備えている。このピンは、ナットの外周部分の穴に嵌まる。そして、ピンがナットに直面して穴に嵌まるように設計されているレンチをフェイスピンタイプ（Face pin spanner）という。レンチが外れるとナットを損傷したり事故になるので、フックレンチを使うときは回転力がレンチからナットへ伝わる間、突起のフックまたはピンが安定してナットと接触していることを常に確認する必要がある。
ペダルレンチ
自転車のペダルの取り付け・取り外し専用のレンチ。ペダルとクランクの間は狭いため、一般的なレンチは引っ掛かってしまい入らない。そのためペダルレンチは薄い板状になっている。また、漕ぐ力でネジが自然に締まるため、しばしば固着に近い状態になっていることも多く、小型の自転車用万能ツールに付いているものでは歯が立たないこともある。
ロケットレンチ
機械的な力ではなく火薬の燃焼による推進力を使って緩める装置。小型ロケットが互い違いにセットされた台座を緩める対象に取り付けて点火することで、ごく短時間で緩めることができる。
主に不発弾の錆びた信管を外すのに使われており（信管が衝撃を受けると爆発につながる）、陸上自衛隊の不発弾処理隊でも採用されている。